# Кушинг (Небраска)
Кушинг (англ. Cushing) — селище (англ. village) в США, в окрузі Говард штату Небраска. Населення — 37 осіб (2020).

## Географія
Кушинг розташований за координатами 41°17′41″ пн. ш. 98°22′9″ зх. д. / 41.29472° пн. ш. 98.36917° зх. д. (41.294827, -98.369257).  За даними Бюро перепису населення США в 2010 році селище мало площу 0,80 км², уся площа — суходіл.

## Демографія
Згідно з переписом 2010 року, у селищі мешкали 32 особи в 14 домогосподарствах у складі 10 родин. Густота населення становила 40 осіб/км².  Було 15 помешкань (19/км²).
Расовий склад населення:
| - 96,9 % — білих - 3,1 % — осіб інших рас |

До двох чи більше рас належало 0,0 %. Частка іспаномовних становила 3,1 % від усіх жителів.
За віковим діапазоном населення розподілялося таким чином: 25,0 % — особи молодші 18 років, 62,5 % — особи у віці 18—64 років, 12,5 % — особи у віці 65 років та старші. Медіана віку мешканця становила 39,5 року. На 100 осіб жіночої статі у селищі припадало 113,3 чоловіків;  на 100 жінок у віці від 18 років та старших — 140,0 чоловіків також старших 18 років.
За межею бідності перебувало 26,4 % осіб, у тому числі 76,9 % дітей у віці до 18 років та 0,0 % осіб у віці 65 років та старших.
Цивільне працевлаштоване населення становило 31 осіб. Основні галузі зайнятості: роздрібна торгівля — 41,9 %, сільське господарство, лісництво, риболовля — 19,4 %, виробництво — 12,9 %, освіта, охорона здоров'я та соціальна допомога — 12,9 %.